# ترزين
تَرْزِين (بالمالطية: Ħal Tarxien)‏ هي مدينة في المنطقة الجنوبية الشرقية من مالطا . بلغ عدد سكانها 8583 في مارس 2014.
المدينة هي الأكثر شهرة لمعابد ترزين، وهو مجمع معبد مغليثية وهو من بين أقدم الهياكل القائمة بذاتها على الأرض. فهو يشكل جزءا من منظمة اليونسكو للتراث العالمي.

## علم أصول الكلمات
قد يكون أصل تسمية القرية تحريفا لكلمة تيريكس، مما يعني حجرًا كبيرًا، مشابهًا لتلك المستخدمة في معابد القرية الشهيرة. شعار القرية هو Tyrii Genure Coloni ("الفينيقيون أحدثوني").

## التركيبة السكانية
بلغ عدد سكان ترزين 7,724 قرويًا في ديسمبر 2008 ، وارتفع إلى 8,583 بحلول مارس 2014. عندما يحل الصيف، تدفع الحرارة معظم مواطني ترزين إلى القرى الساحلية في مالطا، مما يؤدي في كثير من الأحيان إلى انخفاض عدد سكان القرية إلى حوالي ثلثي ما هو عليه خلال الأشهر الأكثر برودة. 

## مدينتان توآم
- Ovindoli، إيطاليا
- Veliko Tarnovo، بلغاريا

## معرض الصور

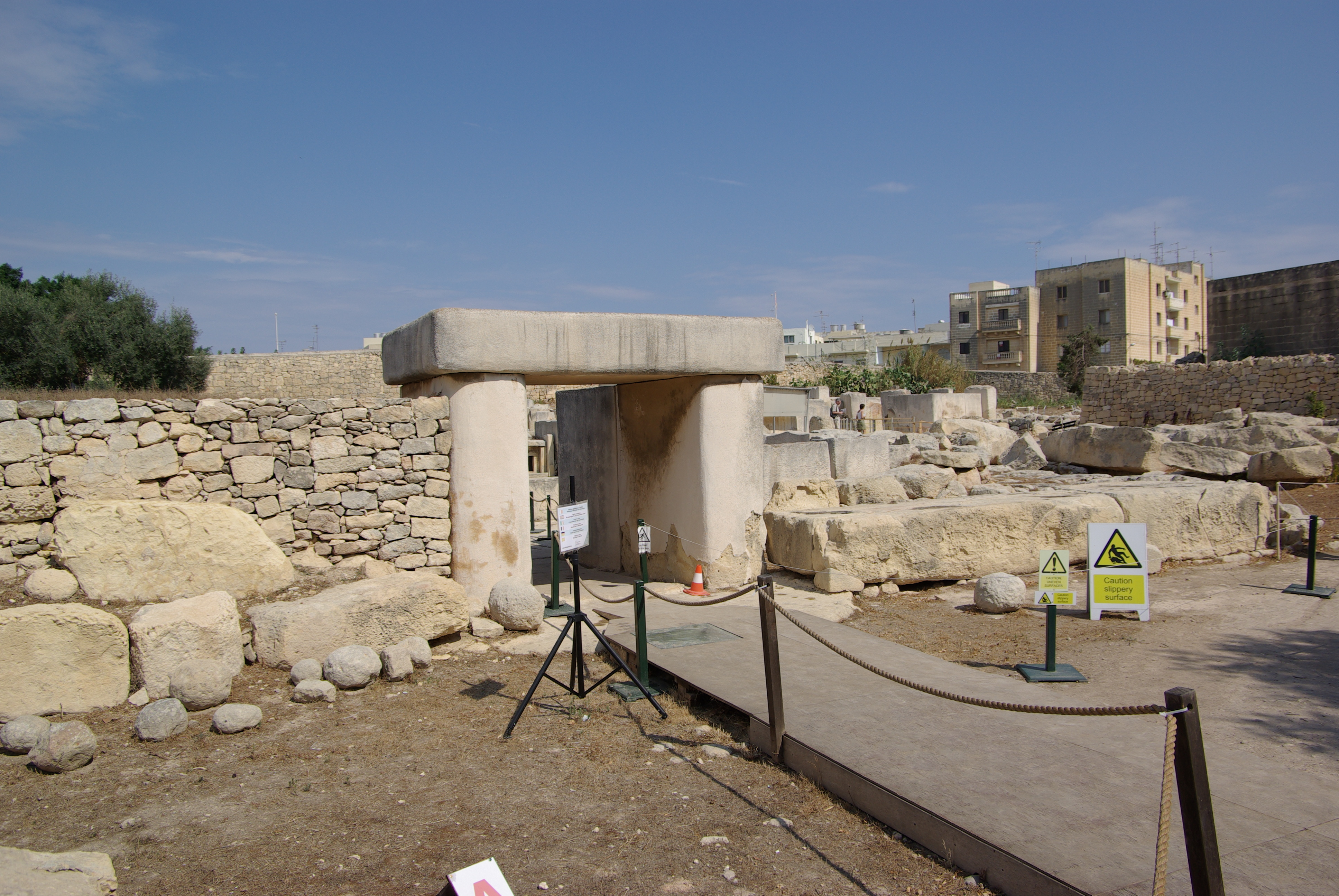
مدخل معاد بناؤه إلى مجمع المعبد
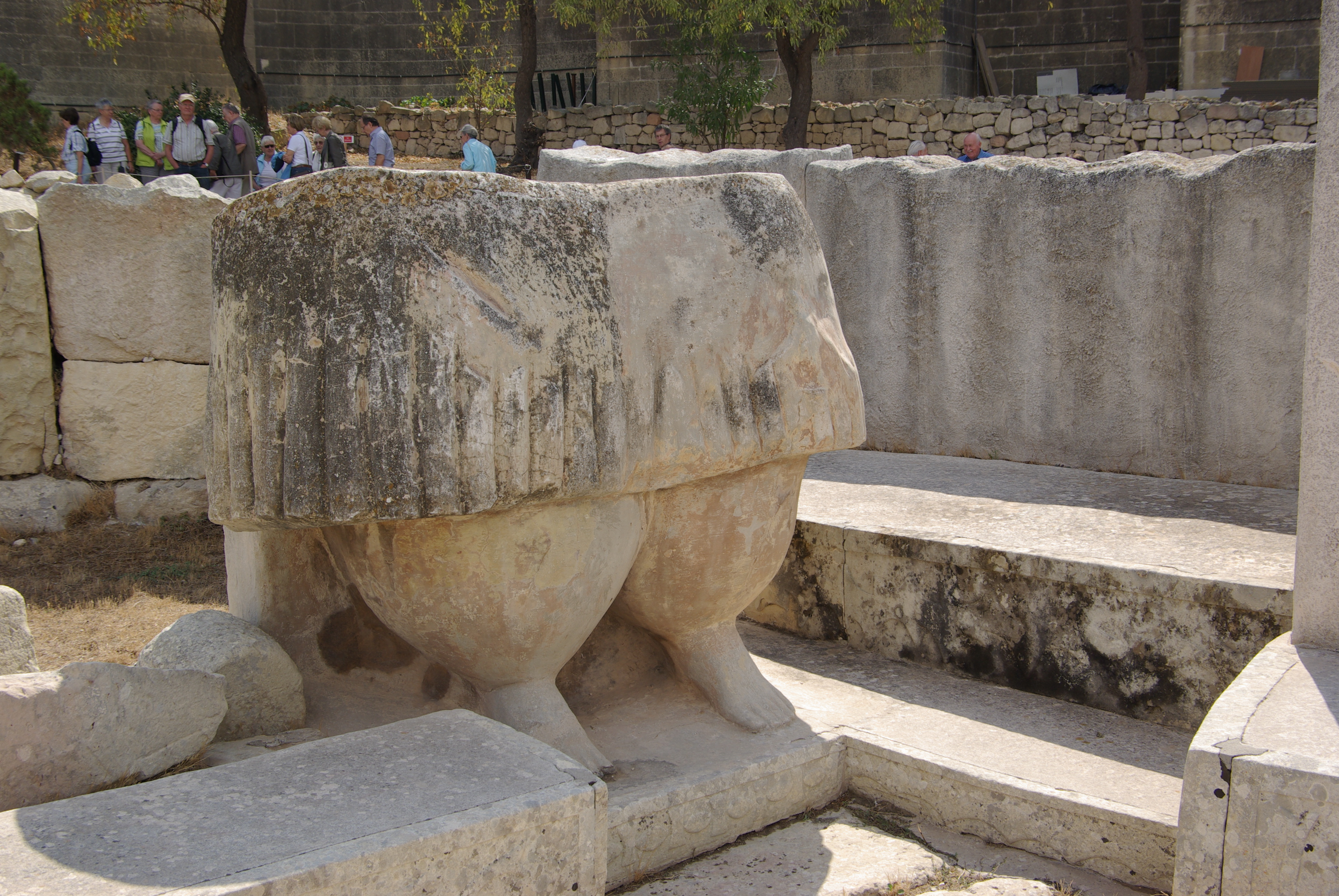
ماجنا ماطر في معبد Taral Tarxien
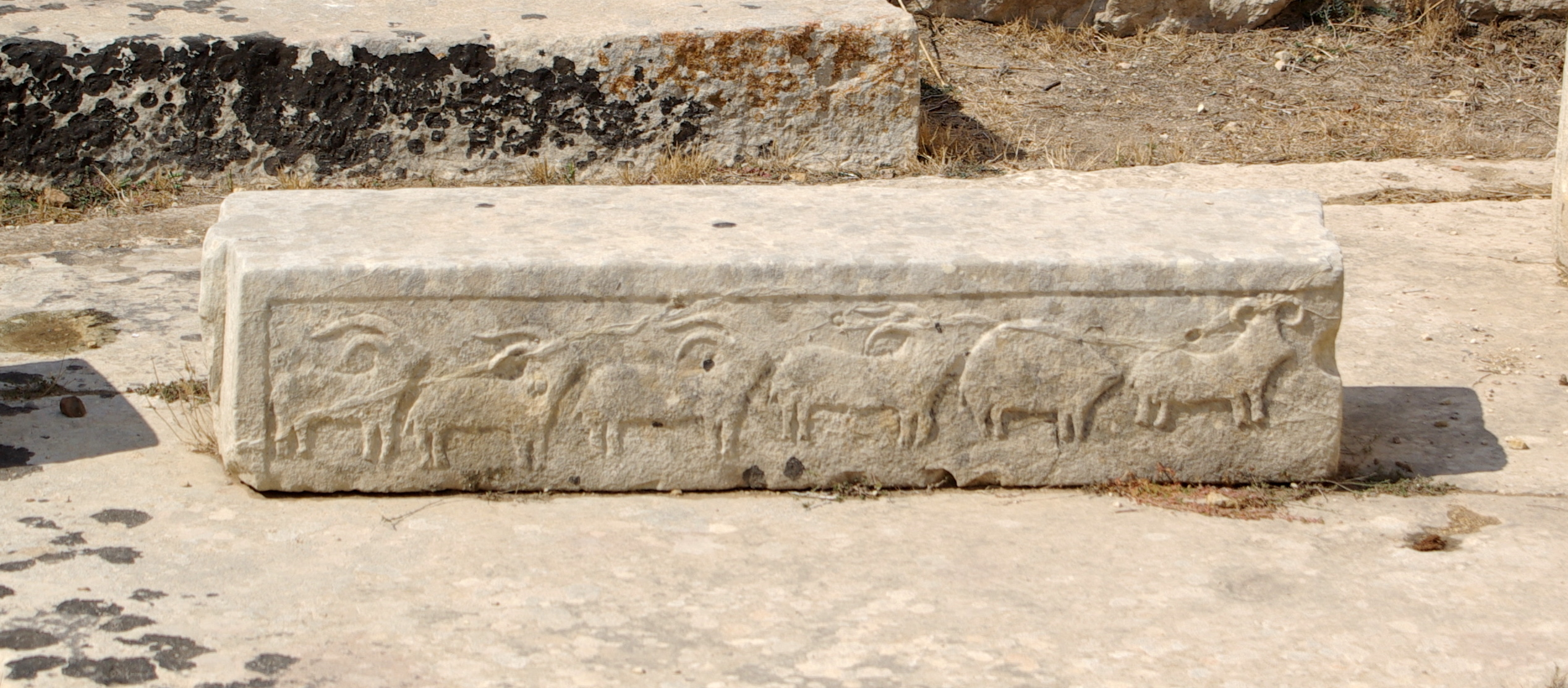
نقش بارز يظهر الماعز والكباش